# Zolfo Springs
Zolfo Springs ist eine Stadt im Hardee County im US-Bundesstaat Florida. Das U.S. Census Bureau hat bei der Volkszählung 2020 eine Einwohnerzahl von 1.737 ermittelt.

## Geographie
Zolfo Springs liegt am Peace River. Die Stadt befindet sich rund fünf Kilometer südlich von Wauchula sowie etwa 100 Kilometer südwestlich von Tampa.

## Geschichte
1886 wurde von der Florida Southern Railway eine Bahnstrecke von Lakeland über das heutige Zolfo Springs bis Punta Gorda erbaut, die 1892 in das Plant System integriert wurde. Die Stadt selbst wurde 1904 offiziell gegründet.

## Demographische Daten
Laut der Volkszählung 2010 verteilten sich die damaligen 1827 Einwohner auf 718 Haushalte. Die Bevölkerungsdichte lag bei 468,5 Einw./km². 64,7 % der Bevölkerung bezeichneten sich als Weiße, 4,2 % als Afroamerikaner, 0,5 % als Indianer und 0,6 % als Asian Americans. 26,8 % gaben die Angehörigkeit zu einer anderen Ethnie und 3,1 % zu mehreren Ethnien an. 64,4 % der Bevölkerung bestand aus Hispanics oder Latinos.
Im Jahr 2010 lebten in 47,8 % aller Haushalte Kinder unter 18 Jahren sowie 31,0 % aller Haushalte Personen mit mindestens 65 Jahren. 79,7 % der Haushalte waren Familienhaushalte (bestehend aus verheirateten Paaren mit oder ohne Nachkommen bzw. einem Elternteil mit Nachkomme). Die durchschnittliche Größe eines Haushalts lag bei 3,49 Personen und die durchschnittliche Familiengröße bei 3,82 Personen.
36,5 % der Bevölkerung waren jünger als 20 Jahre, 25,9 % waren 20 bis 39 Jahre alt, 21,1 % waren 40 bis 59 Jahre alt und 16,5 % waren mindestens 60 Jahre alt. Das mittlere Alter betrug 30 Jahre. 51,7 % der Bevölkerung waren männlich und 48,3 % weiblich.
Das durchschnittliche Jahreseinkommen lag bei 33.403 $, dabei lebten 43,0 % der Bevölkerung unter der Armutsgrenze.
Im Jahr 2000 war Englisch die Muttersprache von 45,58 % der Bevölkerung und spanisch sprachen 54,42 %.

## Verkehr
Zolfo Springs wird vom U.S. Highway 17 (SR 35) sowie den Florida State Roads 64 und 66 durchquert.